# Hymenophyllum sphaerocarpum
Hymenophyllum sphaerocarpum là một loài dương xỉ trong họ Hymenophyllaceae. Loài này được Bosch mô tả khoa học lần đầu tiên vào năm 1861.
Danh pháp khoa học của loài này chưa được làm sáng tỏ. 